# Émile Javal

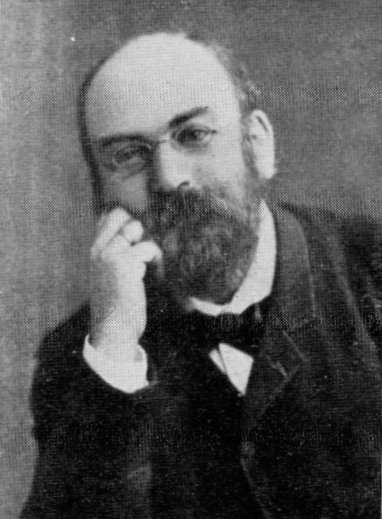
Émile Javal 1906

Louis Émile Javal (* 5. Mai 1839 in Paris; † 20. Januar 1907 ebenda) war ein französischer Augenarzt und Politiker. Er gilt als Vater der Orthoptik.
Émile Javal entstammte einer jüdischen Familie aus Seppois-le-Bas im Elsass. Er war der älteste Sohn des Bankiers, Politikers und Agrarwissenschaftlers Léopold Javal (1804–1872). Er war Mitschüler von Sully Prudhomme und Marie François Sadi Carnot am Lycée Bonaparte in Paris. Zunächst wurde er Bergbauingenieur. Weil er aber seine Schwester Sophie vom Schielen heilen wollte, entschloss er sich dann, Augenarzt zu werden. 1865 wurde er an der Sorbonne promoviert. Anschließend arbeitete er bei Albrecht von Graefe in Berlin.
Von 1878 bis 1900 war Émile Javal Direktor eines ophthalmologischen Laboratoriums an der Sorbonne, von 1885 war er Mitglied der Académie nationale de Médecine. Bekanntheit erlangte Javal durch seine Arbeiten zur physiologischen Optik und zum Schielen. Er fand heraus, dass bestimmte Patienten mit Übungen vom Schielen geheilt werden können; auf diese Weise heilte er auch seine Schwester. Mit seinem Schüler Hjalmar August Schiøtz (1850–1927) erfand er ein Ophthalmometer (das Javalsche Astigmatometer), mit dem die Krümmung der Hornhaut bestimmt und Stabsichtigkeit festgestellt werden konnte. Mit seinen Studien der Augenbewegungen beim Lesen war Javal zudem ein Pionier der Blickbewegungsregistrierung.
Nach dem Deutsch-Französischen Krieg, in dem er als Sanitätsmajor diente, widmete Javal sich darüber hinaus der Politik. Regelmäßig schrieb er Beiträge für die große Tageszeitung Le Temps. Als Abgeordneter (1885–1889) kümmerte er sich besonders um Fragen der Hygiene. Er entwarf das Javal-Gesetz, das Eltern von sieben und mehr Kindern von den meisten Steuern befreite. Er war ein guter Freund von Émile Zola und interessierte sich für Typographie und Graphologie; er schrieb ein graphologisches Gutachten für den zweiten Prozess gegen Alfred Dreyfus 1899.
Javal litt selber 21 Jahre lang unter Grünem Star, bis er schließlich mit 62 Jahren erblindete. Dennoch schrieb er weiterhin fast alle seine Briefe mit der Hand, und zwar mit Hilfe eines von ihm erdachten Apparates, der am Ende jeder Zeile das Papier automatisch vorschob. Durch Fahrten auf einem dreirädrigen Tandem hielt er sich fit. Javal stand in Briefkontakt mit vielen Blinden; aus ihren und seinen eigenen Erfahrungen entstand sein Buch Entre Aveugles, das Ratschläge für Erblindete enthält. Eine deutsche Übersetzung erschien 1904 unter dem Titel Der Blinde und seine Welt.
Seine Leidenschaft war Esperanto. Die Sprache, die er schon seit Langem unterstützt hatte, wandte er ab 1903 auch selber an. 1905 und 1906 nahm er an den ersten beiden Esperanto-Weltkongressen in Boulogne-sur-Mer bzw. Genf statt. Sprachschöpfer Ludwig Zamenhof war in Paris bei ihm zu Gast. Das nach dem ersten Weltkongress gegründete Zentralbüro der Esperantisten (Esperantista Centra Oficejo) in Paris förderte er finanziell und setzte dafür auch in seinem Testament ein Vermächtnis aus.
Aus seiner 1867 geschlossenen Ehe mit Maria Anna Elissen gingen fünf Kinder hervor. Seine Enkelin Louise Weiss (1893–1983) war Politikerin, Schriftstellerin, Journalistin und Feministin; seine Urenkelin Elisabeth Roudinesco (* 1944) ist Psychoanalytikerin und gilt als führende Historikerin der Psychoanalyse.
Émile Javal war Offizier der Ehrenlegion. Er starb 1907 an Magenkrebs.

## Schriften
- Du strabisme, dans ses applications à la théorie de la vision. Dissertation, Paris 1868.
- mit H. Schiøtz: Un opthalmomètre pratique. In: Annales d’oculistique. 86. Paris 1881, S. 5–21.
- Manuel du strabisme. Paris 1896.
- Physiologie de la lecture et de l’écriture. Paris 1905. In: Annales d’oculistique. 137. Paris 1907, S. 187.